# Sark, Small World
Sark, Small World is een documentaire uit 2002 geregisseerd door Joost Seelen. 
De documentaire gaat over het eiland Sark, tussen Engeland en Frankrijk. Sark is een eiland met ongeveer 550 inwoners, zonder auto's en luchtvervuiling. 
De documentaire laat het leven op het rustige eiland Sark zien, als controverse op het drukke hedendaagse stadsleven. 
Sark, Small World is tot stand gekomen door een samenwerking tussen de Nederlandse omroep NPS en de Frans-Duitse omroep ARTE.